# Ritterellidae
Ritterellidae zijn een familie van zakpijpen (Ascidiacea) uit de orde van de Aplousobranchia.

## Geslachten
- Dumus Brewin, 1952
- Pharyngodictyon Herdman, 1886
- Ritterella Harant, 1931